# RasenBallsport Leipzig
Il RasenBallsport Leipzig, meglio noto come RB Leipzig e in italiano come Lipsia o RB Lipsia (nonché impropriamente come Red Bull Lipsia), è una società calcistica tedesca di Lipsia, città della Sassonia. Milita nella Bundesliga, la massima serie del campionato tedesco di calcio.
Costituita nel 2009 su iniziativa della multinazionale austriaca Red Bull Gmbh mediante l'acquisizione della licenza sportiva del SSV Markranstädt (club dell'omonima cittadina limitrofa all'epoca militante nel girone locale di quinta divisione), ha scalato rapidamente le divisioni calcistiche della Germania, arrivando in pochi anni a proporsi tra le squadre di vertice del proprio Paese. 
La squadra vanta nel proprio palmarès 2 Coppe di Germania, una Supercoppa di Germania, 2 coppe regionali della Sassonia, una vittoria nel girone nord-orientale del campionato di Regionalliga (quarta serie) e una nel girone meridionale di NOFV-Oberliga (quinta serie regionale); ha inoltre raggiunto le semifinali di UEFA Champions League nel 2019-2020 e di Europa League nel 2021-2022. In Bundesliga, massima serie del campionato nazionale, ha raggiunto quale miglior risultato il secondo posto, nella stagione di debutto, il 2016-2017, e nel 2020-2021.

## Storia

### Nascita dell'RB Lipsia
Dopo avere costituito tre club in altrettanti continenti (il Red Bull Salisburgo in Austria, i New York Red Bulls negli Stati Uniti e il Red Bull Brasil di Campinas in Brasile), nella seconda metà degli anni 2000 la multinazionale austriaca Red Bull, intenzionata ad alzare il livello del proprio impegno nel calcio professionistico, decise di inserirsi anche nel campionato tedesco rilevando un club preesistente.
Data la capillare presenza di club professionistici efficienti e blasonati nella parte occidentale del territorio della Germania (che avrebbero verosimilmente precluso o reso eccessivamente complessa la possibilità di rilevare o impiantare una realtà di alto livello), il management decise di puntare sulle regioni dell'ex Germania Est, dove il livello della pratica calcistica era stato gravemente indebolito a seguito della riunificazione tedesca, con i migliori giocatori che tendevano a trasferirsi a giocare nelle regioni occidentali e buona parte delle squadre locali militanti nelle divisioni minori e incapaci (per limiti manageriali ed economici) di raggiungere i campionati di prima fascia.
La prima società oggetto d'interesse fu la Dinamo Dresda, che venne tuttavia scartata in quanto avente uno stadio di capienza troppo ridotta, un seguito di tifosi considerato troppo violento e un passato recente caratterizzato da cattiva gestione amministrativa e risultati sportivi deludenti. Dopo avere considerato e scartato anche altre società della Sassonia, giudicandole anch'esse inadeguate allo scopo, la Red Bull decise infine di puntare sulla città di Lipsia, storicamente rilevante per il calcio tedesco (avendo ospitato l'atto di fondazione della Deutscher Fussball Bund) e potenzialmente capace di offrire un largo bacino d'utenza donde attingere i tifosi, complice la presenza del nuovo Zentralstadion (costruito nel 2004 per accogliere alcune gare del campionato mondiale di calcio 2006), la rilevante crescita economica dell'area urbana e la contestuale assenza di un club di buon livello, considerato che le società cittadine avevano budget ridotti e giocavano ormai da tempo in leghe a carattere semiprofessionistico o dilettantistico.
Nel 2006 la Red Bull tentò quindi di rilevare il FC Sachsen (fondato nel 1990 ed erede del vecchio Chemie, tradizionalmente la seconda squadra cittadina dopo la Lokomotive), versante in crescenti difficoltà economiche e sportive; dovette tuttavia desistere a seguito delle proteste dei tifosi del club in questione. Su suggerimento dell'imprenditore Michael Kölmel, maggiore azionista della società titolare del diritto di superficie sul Zentralstadion, la multinazionale austriaca spostò quindi il suo interesse sul Markranstädt, club dell'omonima città limitrofa all'epoca militante in NOFV-Oberliga (quinta divisione regionale). Anche in questo caso la notizia dell'interesse della Red Bull suscitò le proteste dei tifosi del club interessato, che tentarono di bloccare la transazione con atti di vandalismo quali lo spargimento di diserbante sul prato dello stadion am Bad (lo stadio cittadino) e la distruzione di cartelloni pubblicitari della multinazionale; la contestazione tuttavia non poté impedire che, il 19 maggio 2009, la prima squadra del Markranstädt e il tecnico in carica Tino Vogel fossero trasferiti in blocco alla società creata ad hoc dalla Red Bull, che rilevò il titolo sportivo del SSV e incorporò (su sollecitazione della federcalcio regionale sassone, timorosa di subìre una diaspora di calciatori locali) quattro squadre del settore giovanile del già citato FC Sachsen, che ricevette in cambio una contropartita economica. La stessa Red Bull si fece inoltre garante della sopravvivenza del SSV Markranstädt, che venne indennizzato economicamente e (un anno dopo) fatto ripartire dal campionato regionale di Landesliga (sesta serie), affrancandosi dal gruppo austriaco.
Dovendo ottemperare alle regole stilate dalla federcalcio tedesca la costituzione del club avvenne secondo criteri differenti rispetto a quelli seguiti per fondare le altre squadre della galassia Red Bull nel resto del mondo. In primo luogo, essendo vietato inserire un marchio commerciale direttamente nel nome della squadra (regola derogabile solo in particolari casi di finanziamento a lunghissimo termine, come per esempio per il Bayer Leverkusen), il club venne battezzato RasenBallsport Leipzig (letteralmente "sport della palla sul prato", laddove le iniziali RB coincidono comunque con il nome Red Bull). In compenso la simbologia e l'identità visiva del club vennero costruite richiamando direttamente il brand austriaco: nello stemma sociale vennero infatti collocati i tori rossi mutuati dal simbolo della proprietà, come colori furono scelti il bianco e il rosso e come soprannome ufficiale venne coniato Die Roten Bullen (letteralmente "i tori rossi").
Inoltre, dato che i regolamenti del calcio tedesco proibivano di intestare la maggioranza azionaria a un unico soggetto (sia che si trattasse di una persona che di una società), il club venne nominalmente reso di proprietà di una società a garanzia limitata costituita ad hoc con un ristretto gruppo di soci. In tal modo la Red Bull poté de facto garantirsi la proprietà esclusiva e un pieno controllo sulle sorti del nuovo sodalizio.
La previsione iniziale di investimento della Red Bull nel nuovo club ammontava a circa 100 milioni di euro in dieci anni, onde condurlo ai vertici del calcio tedesco e consentirgli (in prospettiva) di lottare per l'accesso alle coppe europee e per la vittoria del titolo nazionale.

### L'ascesa dalla quinta divisione alla Bundesliga
La squadra, alla cui guida tecnica fu confermato Tino Vogel, giocò la prima partita della sua storia il 10 luglio 2009 a Markranstädt, battendo 5-0 in amichevole l'SV Bannewitz; il debutto agonistico avvenne nel campionato di NOFV-Oberliga Süd 2009-2010, che l'RB vinse immediatamente, conquistando l'accesso alla Regionalliga. Nell'estate 2010 la squadra cambiò terreno casalingo, abbandonando lo stadio di Markranstädt in favore del Zentralstadion di Lipsia, che venne ribattezzato ufficialmente Red Bull Arena.
Dopo due stagioni interlocutorie sotto la guida dei tecnici Tomas Oral prima e Peter Pacult poi (i quali entrambi pagarono con l'esonero il mancato "salto" nella categoria superiore), nell'annata 2012-2013 i biancorossi (affidati all'allenatore Alexander Zorniger) primeggiarono nel proprio girone di Regionalliga e successivamente superarono agli spareggi lo Sportfreunde Lotte, garantendosi così la promozione in 3. Liga. Al debutto in terza serie i tori rossi si aggiudicarono il secondo posto in campionato e l'accesso alla Zweite Bundesliga. Contestualmente la squadra fu in grado di vincere per due volte (nel 2011 e nel 2013) la Coppa regionale di Sassonia.
La stagione 2014-15 vide il Lipsia arrivare al 5º posto nella sua prima stagione in seconda serie, e il raggiungimento degli ottavi di finale in Coppa nazionale, dove perse contro il Wolfsburg, futuri campioni della coppa, e venne inoltre segnata dall'avvicendamento in panchina tra Zorniger e Ralf Rangnick (in duplice veste di tecnico e direttore sportivo). L'obiettivo della promozione in Bundesliga si è infine concretizzato l'8 maggio 2016: a seguito della vittoria casalinga per 2-0 contro il Karlsruhe, l'RB Lipsia ha infatti conquistato matematicamente il secondo posto nel campionato di seconda serie, riportando dopo sette anni una squadra espressione di una città dell'ex Repubblica Democratica Tedesca nel massimo campionato nazionale, risultato ancora più rilevante se si considera che una squadra con sede a Lipsia non partecipava alla Bundesliga dal 1994.

### In prima divisione

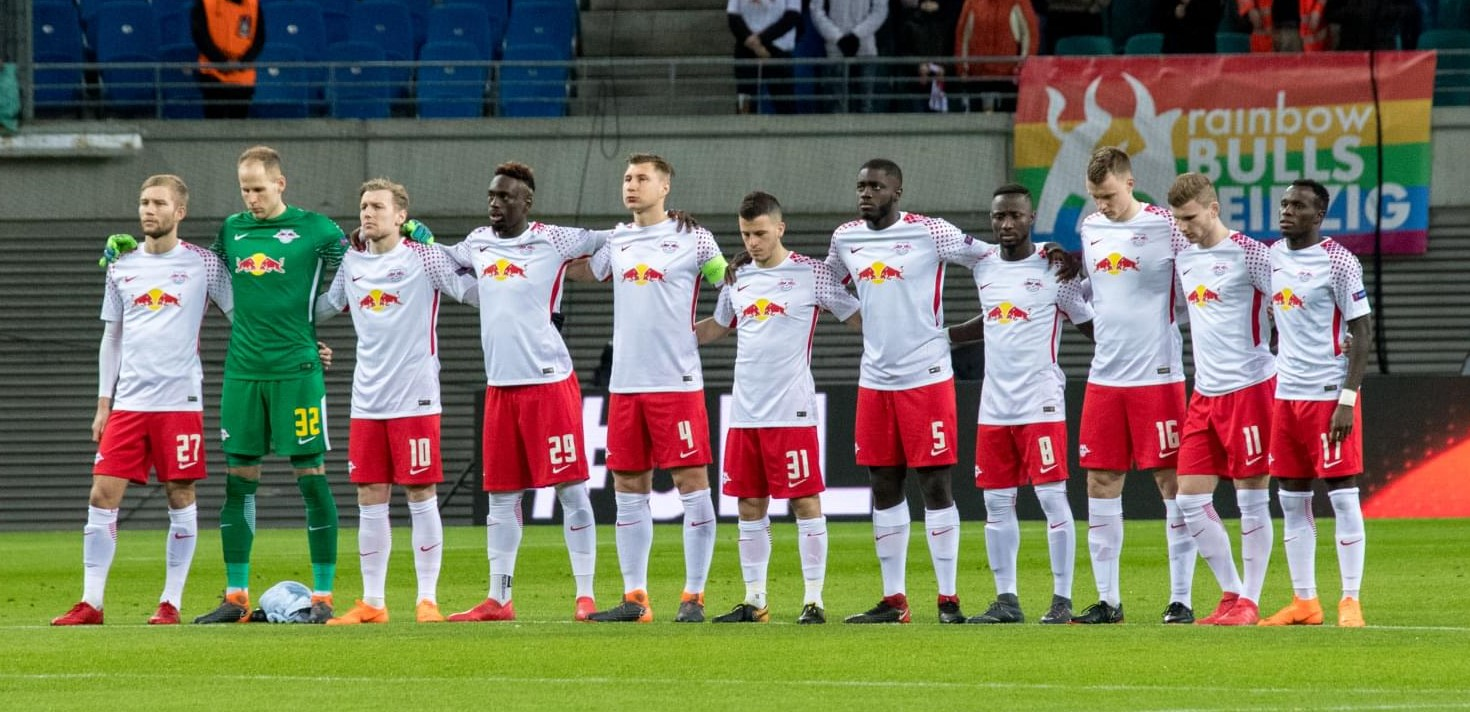
Il Lipsia impegnato in una partita della UEFA Champions League 2017-2018

In vista della stagione d'esordio in prima divisione, a seguito delle dimissioni di Rangnick (tornato a ricoprire la sola carica di direttore sportivo), la squadra viene affidata al tecnico austriaco Ralph Hasenhüttl, che nell'annata precedente aveva guidato l'Ingolstadt 04 ad una tranquilla salvezza. La rosa protagonista della promozione (connotata da una bassa età media e un ammontare di ingaggi e prezzi d'acquisto contenuto) viene in larga parte confermata e integrata da pochi innesti non eccessivamente onerosi: le acquisizioni maggiori sono quelle di Oliver Burke dal Nottingham Forest e Naby Keïta dal Red Bull Salisburgo (costate quindici milioni di euro cadauna), seguite da quella di Timo Werner dallo Stoccarda per dieci milioni.
A dispetto di un debutto ufficiale infruttuoso (con l'eliminazione al primo turno della Coppa di Germania ai rigori contro la Dinamo Dresda) in campionato il Lipsia si propone fin da subito quale squadra di vertice: chiude infatti il girone d'andata al secondo posto solitario (39 punti contro i 42 della capolista Bayern Monaco) con 12 vittorie, 3 pareggi e 2 sconfitte, riuscendo peraltro a restare imbattuta consecutivamente nelle prime tredici giornate. Risulta pertanto la squadra neopromossa con il migliore ruolino di marcia nella storia della Bundesliga, nonché (limitatamente alla stagione 2016-2017) considerando i vari campionati europei di massima serie. Pur se con un rendimento leggermente inferiore il Lipsia si conferma squadra di vertice anche nel girone di ritorno: già nell'aprile 2017 la squadra si assicura la prima qualificazione nella sua storia alla UEFA Champions League con cinque giornate d'anticipo sulla fine della stagione. La squadra conclude il campionato al secondo posto, garantendosi l'accesso diretto alla fase a gironi di UEFA Champions League ed ottenendo il miglior piazzamento per una neopromossa in Bundesliga dal 1997-1998 (anno in cui il Kaiserslautern vinse il campionato).
La qualificazione del Lipsia alla UEFA Champions League suscita polemiche, giacché la contemporanea vittoria del Red Bull Salisburgo nel campionato di massima serie austriaco causa l'inedita presenza simultanea in coppa di due squadre riferibili de facto alla medesima proprietà: il vigente regolamento UEFA prevede che in tali casi - qualora venga accertata l'effettiva relazione tra le società - la squadra peggio piazzata nella lega di competenza (dunque il Lipsia) debba essere esclusa dalla competizione in questione. A seguito di indagini il 21 giugno 2017 la UEFA concede tuttavia il nullaosta per accedere alla UEFA Champions League ad ambedue i club, giudicandoli sufficientemente autonomi l'uno rispetto all'altro. Nella stagione 2018-2019 le due squadre sono state finanche sorteggiate nello stesso girone eliminatorio di Europa League: il doppio confronto si è risolto in altrettante vittorie da parte dei salisburghesi (che nelle coppe europee si presentano come FC Salzburg).
Nel campionato 2017-2018 la squadra lipsiana mostra un rendimento più altalenante di un anno prima: la stagione viene conclusa al sesto posto, valido per l'accesso ai preliminari dell'Europa League. Per quanto concerne le coppe europee, il cammino in UEFA Champions League si conclude già nel girone G (per via del terzo posto alle spalle di Porto e Beşiktaş e davanti al Monaco); retrocessi in Europa League, i biancorossi superano i sedicesimi di finale contro il Napoli e gli ottavi contro lo Zenit San Pietroburgo, per poi uscire ai quarti per mano dell'Olympique Marsiglia. A competizioni terminate il tecnico Ralph Hasenhüttl, ancora sotto contratto per l'anno successivo, rescinde anticipatamente il rapporto di collaborazione con il club.
Per la nuova stagione la dirigenza si accorda con Julian Nagelsmann, il quale è però vincolato contrattualmente con l'Hoffenheim fino al 2019. In attesa di poterne disporre la squadra viene riaffidata ad interim al direttore sportivo Ralf Rangnick. Nel 2018-2019 il Lipsia prende parte alle qualificazioni di Europa League, dove elimina U Craiova e Zorja. Inserito nel girone B con Salisburgo, Rosenborg e Celtic, il club chiude terzo con 7 punti con un bilancio di due vittorie e un pareggio; proprio questo unico pareggio, avvenuto all’ultima giornata contro i norvegesi (già eliminati) compromette la qualificazione dei tedeschi alla fase a eliminazione diretta. La stagione si conclude con un ottimo terzo posto in campionato e il raggiungimento della finale di Coppa di Germania (prima volta nella sua storia), poi persa per 3-0 contro il Bayern Monaco.
Nell'annata seguente la squadra, affidata dunque al neo tecnico Nagelsmann, riesce a superare il girone G di UEFA Champions League (con Zenit San Pietroburgo, Benfica e Olympique Lione) ottenendo, di conseguenza, la prima storica qualificazione alla fase a eliminazione diretta di Champions League; risulta, tra l'altro, la prima squadra dell'ex DDR a centrare tale obiettivo. Sempre in tale competizione, la squadra tedesca raggiunge i quarti di finale per la prima volta nella sua storia, battendo il Tottenham sia all'andata (1-0) sia al ritorno (3-0) degli ottavi di finale. Alla ripresa del torneo dopo la sospensione per la pandemia di COVID-19, il Lipsia si impone in gara secca, con il risultato di 2-1, sull'Atlético Madrid, raggiungendo le semifinali, traguardo mai conseguito sino a quel momento: qui è eliminato dal Paris Saint-Germain, vittorioso per 3-0. In ambito nazionale la squadra si mantiene sempre a ridosso del primo posto, con risultati anche piuttosto importanti come la vittoria per 8-0 contro il Magonza, e conclude il campionato 2019-2020 al terzo posto con 66 punti, assicurandosi nuovamente la partecipazione alla fase a gironi della UEFA Champions League. Nella stagione seguente (2020-2021), con Nagelsmann ancora alla guida, chiude il campionato al secondo posto, eguagliando il suo miglior piazzamento, e raggiunge, a due anni di distanza, la seconda finale di Coppa di Germania, questa volta persa 4-1 contro il Borussia Dortmund. In Champions League il cammino si conclude agli ottavi di finale contro il Liverpool. Nel girone aveva vinto 4 partite su 6, ma perso pesantemente contro il Manchester United per 0-5.
Nella stagione 2021-2022 Nagelsmann viene ingaggiato dal Bayern Monaco, ed il Lipsia chiama sulla propria panchina lo statunitense Jesse Marsch. Dopo un inizio di stagione deludente, Marsch viene esonerato alla quattordicesima giornata, con la squadra undicesima in Bundesliga, e viene chiamato a sostituirlo Domenico Tedesco. Con l'allenatore italo-tedesco il Lipsia si risolleva e chiude quarto in classifica davanti di un solo punto all'Union Berlino e di tre al Friburgo, e si aggiudica il primo trofeo, la Coppa di Germania, battendo in finale il Friburgo ai rigori. In UEFA Champions League, nel difficile girone con PSG, Manchester City e Club Bruges si piazza terzo, retrocedendo in Europa League, dove arriva in semifinale, eliminato poi dai Rangers.
Nella stagione successiva il Lipsia inizia male la stagione, così Tedesco viene esonerato dopo la sconfitta 4-1 contro lo Šachtar nel girone di UEFA Champions League. Il subentrato Marco Rose conduce la squadra agli ottavi di finale di Champions (eliminazione contro il Manchester City, che si impone per 8-1 tra andata e ritorno), al terzo posto in campionato di nuovo davanti a Union Berlino e Friburgo e alla vittoria della Coppa di Germania, battendo per 2-0 in finale l'Eintracht Francoforte.
Il 12 agosto del 2023 la squadra si aggiudica la Supercoppa di Germania vincendo per 3-0 in casa del Bayern Monaco. In Champions League il Lipsia viene sorteggiato con Manchester City, Young Boys e Stella Rossa e termina secondo, per poi venire eliminato agli ottavi dal Real Madrid pur tenendogli testa sia all’andata sia al ritorno. In campionato invece la squadra fa un po’ più di fatica ma termina comunque al quarto posto, confermando la presenza in Champions League.  
Tuttavia, in quest’ultima competizione rivoluzionata dal girone a 36 squadre, il Lipsia perde a sorpresa 7 delle 8 partite previste nella fase campionato, venendo eliminato. Le fatiche, nonostante un ottimo inizio, iniziano a ripercuotersi anche sulla Bundesliga, tanto che  il 30 marzo Marco Rose viene esonerato in favore di Zsolt Lőw, il quale però non riesce a risollevare il Lipsia che perde la semifinale di Coppa di Germania contro lo Stoccarda, mentre in campionato termina settima in classifica e non disputerà le coppe europee nel 2025-2026, per la prima volta da quando è stato promosso nel 2016.

## Colori e simboli

### Colori
Analogamente alle altre squadre di calcio gestite dal gruppo Red Bull nel mondo l'RB Lipsia adotta quali colori sociali il bianco e il rosso: fin dall'anno di fondazione la divisa casalinga si compone pertanto di una casacca bianca, pantaloncini e calzettoni rossi (con scritte ed eventuali dettagli nel colore opposto). La divisa esterna presenta invece il blu scuro come tinta dominante, con pantaloncini di colore giallo/dorato, calzettoni egualmente blu e il rosso relegato alle rifiniture; anche in questo caso le tinte sono mutuate dall'identità visiva del brand Red Bull. La terza divisa (laddove ne è stato previsto l'utilizzo) ha invece assunto inizialmente la fisionomia di un completo integralmente rosso con finiture bianche, poi sostituito nel 2017 da una soluzione con maglia in scala di grigi, pantaloni e calze nere e personalizzazioni gialle.

### Simboli ufficiali

#### Stemma
Dopo avere giocato la prima stagione senza uno stemma ufficiale, in quanto la federcalcio regionale della Sassonia aveva bocciato i bozzetti proposti, giudicandoli eccessivamente affini al marchio commerciale Red Bull, nel 2010 il club adottò il suo primo emblema: uno scudo spagnolo bianco bordato di blu, contenente due tori rossi affrontati, un cerchio di colore oro nel mezzo e un pallone da calcio moderno (a pentagoni ed esagoni) all'altezza delle teste degli animali; in capo erano riportate le lettere RB (abbreviazione del nome del club) in rosso, mentre nella parte inferiore appariva il nome cittadino Leipzig in blu scuro. Tale primo emblema venne successivamente modificato con una maggiore stilizzazione dei disegni dei tori, che vennero inoltre "dinamizzati" con l'aggiunta di dettagli che ne enfatizzavano la postura, dando l'idea del galoppo.
Nel 2014, in ottemperanza alla richiesta avanzata dalle autorità calcistiche tedesche di attenuare ulteriormente la somiglianza con il marchio della multinazionale austriaca, il simbolo fu nuovamente modificato: vennero eliminati il cerchio dorato centrale (sostituito dal solo pallone da calcio) e la scritta RB nella parte alta dello scudo (che venne integrata e uniformata con il nome Leipzig nella parte inferiore dell'emblema.

#### Inno
Nei primi anni di esistenza del club all'atto dell'ingresso in campo della squadra veniva diffuso all'interno dello stadio il brano Going the distance di Bill Conti (mutuato dalla colonna sonora della saga di Rocky). Mancando tuttavia un inno ufficiale, nel 2016 venne bandito un sondaggio tra i tifosi per selezionare un brano da adottare allo scopo: il brano più votato risultò essere RB Leipzig – Du bist mein Verein (letteralmente in italiano "RB Lipsia - Tu sei la mia squadra"), scritto ed eseguito da Sebastian Krumbiegel, vocalist e tastierista della band Die Prinzen.

## Strutture

### Stadio

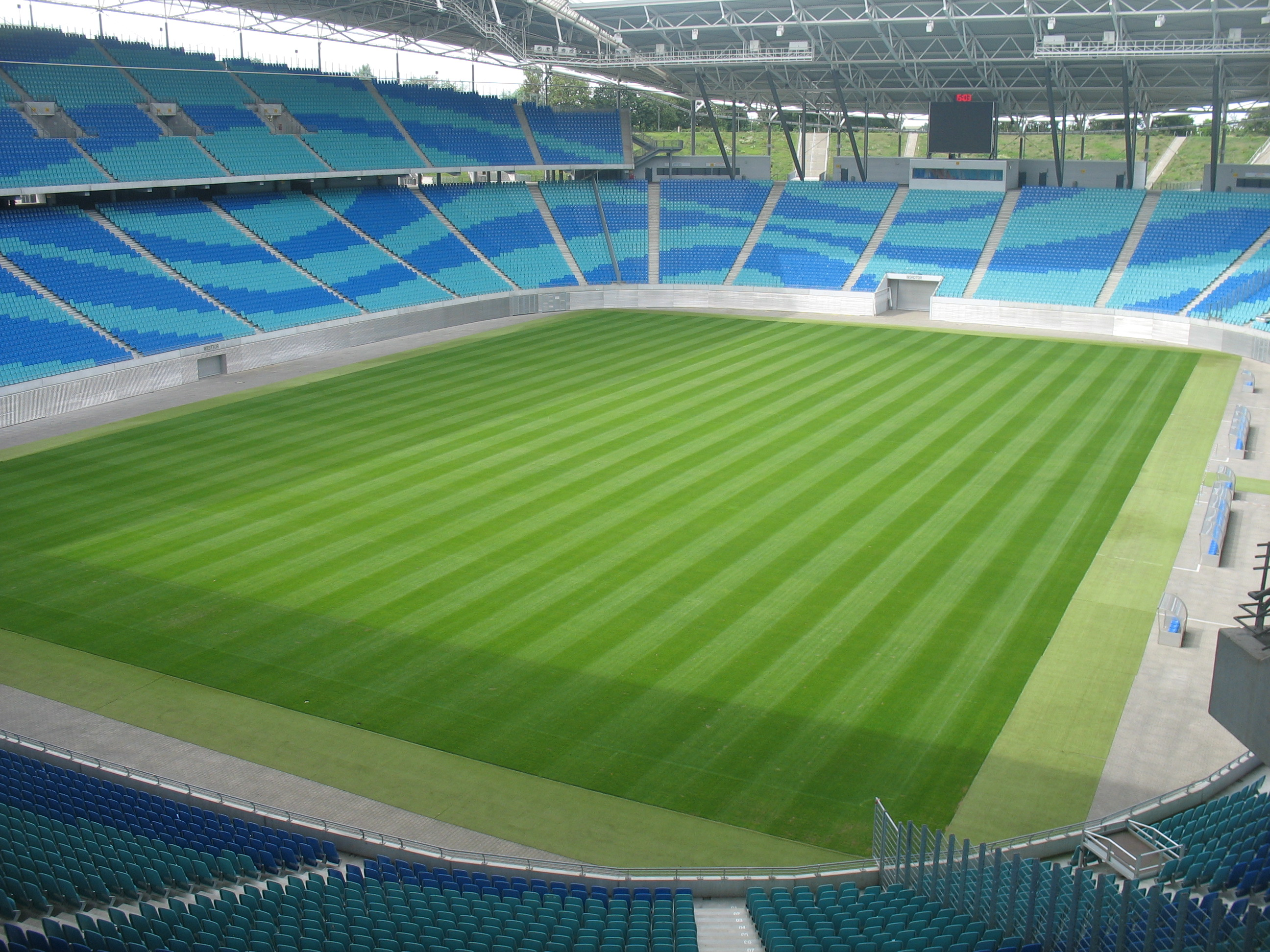
L'interno della Red Bull Arena di Lipsia.

Nella stagione di debutto (2009-2010) l'RB Lipsia disputò le gare casalinghe allo stadion am Bad di Markranstädt, impianto polisportivo (provvisto anche di pista d'atletica leggera) capace di ospitare 5 500 spettatori e precedentemente sede del club locale di cui l'RB aveva rilevato la licenza. Tale impianto ha inoltre ospitato le partite interne della seconda squadra dell'RB fintanto che essa è stata allestita.
Dal 2010 la prima squadra ha adottato come campo casalingo il più moderno e capiente Zentralstadion di Lipsia, di cui la Red Bull aveva acquisito un anno prima il diritto di superficie per una durata di dieci anni, ribattezzandolo Red Bull Arena. Costruito tra il 2000 e il 2004 sul sito del precedente monumentale stadio cittadino, (aperto nel 1956, capace di contenere fino a 100 000 spettatori e successivamente smantellato nei primi anni 2000), l'impianto dispone di 44 135 posti disposti su due livelli, integralmente al coperto e tutti dotati di seduta autonoma.
Complice lo scarso livello del calcio tedesco orientale a seguito della riunificazione nazionale, prima della fondazione dell'RB Lipsia lo stadio (che pure tra il 2005 e il 2006 aveva accolto alcune partite valide per la Confederations Cup e il campionato mondiale di calcio, ospitando inoltre per tre anni la finale della DFL-Ligapokal) non ebbe un usufruttario stabile: la Lokomotive adotta infatti come campo casalingo il più piccolo Bruno-Plache-Stadion, mentre il Sachsen ne usufruì per un breve periodo tra il 2004 e il 2008, optando poi per ritornare al vecchio Alfred-Kunze-Sportpark (a sua volta campo casalingo del Chemie, club antesignano del Sachsen, rifondato nel 1997).
Da dicembre 2016 la Red Bull Arena è integralmente di proprietà dell'RB Lipsia.

### Centro di allenamento

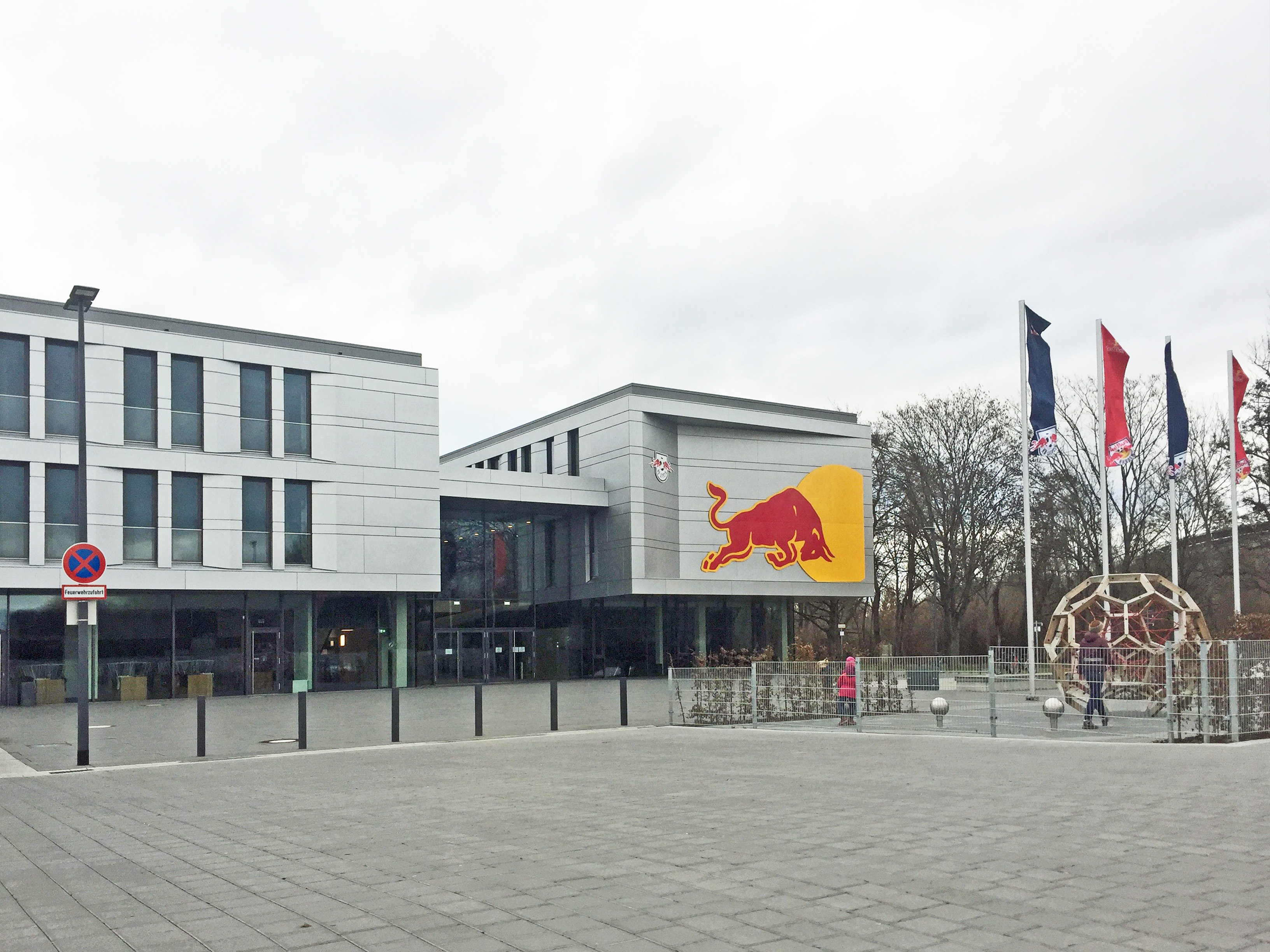
L'ingresso del centro sportivo di Cottaweg

Le selezioni societarie e la scuola di formazione dell'RB Lipsia sostengono le sedute di allenamento presso il Trainingszentrum der Roten Bullen (letteralmente in lingua italiana "centro d'allenamento dei tori rossi"), anche denominato Trainingszentrum am Cottaweg (dall'odonimo della via di Lipsia in cui sorge).
Il centro è situato nel quartiere di Altlindenau (esattamente di fronte alla Red Bull Arena, sulla sponda opposta del canale Elsterbecken) ed è stato costruito e inaugurato nel 2011. La struttura, di proprietà del club, copre una superficie di 6 ettari e dispone di sei campi da gioco regolamentari (4 in erba naturale e 2 in erba sintetica misuranti 105x68 metri) e di due campi accessori di minori dimensioni. Nelle pertinenze sorgono inoltre vari edifici ospitanti palestre, alloggi, servizi vari, uffici amministrativi del club e una pista d'atletica leggera coperta.

## Società
Dal punto di vista formale il RB Lipsia è una società a garanzia limitata operante sotto la ragione sociale RasenBallsport Leipzig GmbH. A reggerla vi sono un direttorio (Vorstand) coadiuvato da un collegio onorario (Ehrenrat), i cui membri sono eletti direttamente dagli associati al club) e un consiglio d'amministrazione (Aufsichtsrat). A sovrintendere alla gestione vi è anche un consiglio di supervisione.
Le partecipazioni azionarie sono così ripartite: Red Bull detiene una partecipazione pari al 99,5%, mentre il residuo 0,5% è in carico alla RasenBallsport Leipzig e.V., un'associazione di volontariato (cui è demandata la gestione della squadra femminile e delle selezioni giovanili al di sotto dei 14 anni), formalmente separata dal RB Lipsia "propriamente detto", ma in realtà composta unicamente da soci direttamente collegati alla casa madre austriaca. Si può dunque affermare che de facto la multinazionale dei "tori rossi" detenga la totale proprietà sul club.
Nel 2014 la struttura organizzativa del club è stata modificata, specie per quanto concerne la composizione degli organi collegiali. Fino ad allora infatti nel consiglio d'amministrazione e nel collegio onorario erano stati ammessi solo impiegati e/o agenti della Red Bull, circostanza che la federcalcio tedesca aveva indicato come contraria alla cosiddetta regola del 50+1, secondo la quale (allo scopo di evitare abusi di posizioni dominanti nelle amministrazioni societarie) l'azionariato di un club professionistico deve essere compartecipato da un soggetto giuridico aperto per il 50%+1 del proprio monte soci ad affiliazioni pubbliche e libere: gli aderenti devono inoltre avere diritto di voto nelle assemblee direzionali. L'RB Lipsia dovette pertanto aprirsi formalmente alla possibilità di ammettere anche l'affiliazione da parte di comuni tifosi; nel farlo però impose una tariffa molto onerosa (100 euro una tantum e 800 euro annui nel 2015), ben superiore alle quote applicate dalla stragrande maggioranza dei club professionistici tedeschi (a puro titolo d'esempio, affiliarsi al Bayern Monaco costa al massimo circa 60 euro all'anno) e riservandosi comunque la libertà di respingere una domanda di adesione senza addurre motivazioni. Di riflesso non risulta alcuna adesione al club da parte di comuni cittadini: al 2016 risultavano iscritti soli 17 soggetti (mentre, sempre a titolo d'esempio, il Borussia Dortmund contava a quella data su 139 000 associati).

### Organigramma societario
L'organigramma societario del club è così composto:
- Johann Plenge - presidente e amministratore unico
- Oliver Mintzlaff - consigliere e direttore operativo
- Rouven Schröder - direttore sportivo[33]
- Max Eberl - coordinatore area sportiva
- Frieder Schf - responsabile giovanili
- Ingo Hertzsch - delegato alla tifoseria
- Enrico Hommel - delegato alla tifoseria

### Sponsor
Di seguito la cronologia di fornitori tecnici e sponsor ufficiali.
| Cronologia degli sponsor tecnici - 2009-2014 Adidas - 2014-2024 Nike - 2024- Puma | Cronologia degli sponsor ufficiali - 2009- Red Bull |

### Settore giovanile

#### Squadra delle riserve
La squadra delle riserve del RB Lipsia (corrispondente alla selezione under-23) debuttò nella stagione 2010-2011 in Bezirksliga Leipzig (settimo livello del calcio tedesco), rilevando il titolo sportivo e parte dei giocatori dell'ESV Delitzsch (club dell'omonima cittadina sassone, che venne poi fatto ripartire da un livello inferiore). La selezione vinse il campionato e ottenne così la promozione in Sachsenliga, intavolando poi una trattativa (non andata a buon fine) per rilevare il titolo sportivo del disciolto Sachsen Lipsia e iscriversi direttamente alla quinta serie. Le riserve dell'RB disputarono quindi tre campionati consecutivi in Sachsenliga, finché nel 2013-2014 riuscirono a primeggiare in classifica e a essere promosse in Oberliga Nordost. Vinta anche questa categoria, la squadra fu ammessa in Regionalliga Nordost, ove ha militato per le annate 2015-2016 e 2016-2017.
Nel febbraio 2017 il direttore sportivo Ralf Rangnick annunciò lo scioglimento della squadra delle riserve alla fine della stagione 2016-2017, adducendo a motivo di tale decisione il costo eccessivo (a fronte di scarsi ricavi) della gestione e del mantenimento della compagine, nonché l'oggettiva difficoltà di formare calciatori di buon livello in una squadra obbligata a giocare in divisioni locali a carattere semiprofessionistico e/o dilettantistico. A stagione conclusa la rosa dell'under-23 è stata pertanto smembrata: i giocatori più meritevoli sono stati integrati nella prima squadra dell'RB, mentre gli altri vengono ricollocati in squadre terze disputanti i campionati di Zweite Bundesliga e 3. Liga.
La squadra delle riserve giocava le proprie gare interne presso lo stadion am Bad di Markranstädt.

## Allenatori e presidenti
Di seguito la cronologia di allenatori e presidenti.
| Allenatori - 2009-2010 Tino Vogel - 2010-2011 Tomas Oral - 2011-2012 Peter Pacult - 2012-2014 Alexander Zorniger - 2014-2015 Alexander Zorniger (1ª-20ª) Achim Beierlorzer (21ª-34ª) - 2015-2016 Ralf Rangnick - 2016-2018 Ralph Hasenhüttl - 2018-2019 Ralf Rangnick - 2019-2021 Julian Nagelsmann - 2021-2022 Jesse Marsch (1ª-14ª) Domenico Tedesco (15ª-34ª) - 2022-2023 Domenico Tedesco (1ª-5ª) Marco Rose (6ª-34ª) - 2023-2024 Marco Rose - 2024-2025 Marco Rose (1ª-26ª) Zsolt Lőw (27ª-) | Presidenti - 2009-2010 Andreas Sadlo - 2010-2011 Dietmar Beiersdorfer - 2011-2014 Florian Müller - 2014- Oliver Mintzlaff |

## Calciatori

### Capitani
- Ingo Hertzsch (2009-2010)
- Tim Sebastian (2010-2011)
- Daniel Frahn (2011-2015)[38]
- Dominik Kaiser (2015-2017)[39]
- Willi Orban (2017-)

### Vincitori di titoli
Vincitori della UEFA Nations League
- Dani Olmo (2023)

Campioni d'Europa
- Dani Olmo (Germania 2024)

## Palmarès

### Competizioni nazionali
- Coppa di Germania:  2

2021-2022, 2022-2023
- Supercoppa di Germania: 1

2023

### Competizioni regionali
- Regionalliga Nordost: 1

2012-2013
- NOFV-Oberliga Süd: 1

2009-2010
- Coppa di Sassonia: 2

2010-2011, 2012-2013

## Statistiche e record

### Partecipazioni ai campionati

#### Campionati nazionali
| Livello | Categoria     | Partecipazioni | Debutto   | Ultima stagione | Totale |
| ------- | ------------- | -------------- | --------- | --------------- | ------ |
| 1º      | Bundesliga    | 10             | 2016-2017 | 2025-2026       | 10     |
| 2º      | 2. Bundesliga | 2              | 2014-2015 | 2015-2016       | 2      |
| 3º      | 3. Liga       | 1              | 2013-2014 | 2013-2014       | 1      |

#### Campionati regionali
| Livello | Categoria            | Partecipazioni | Debutto   | Ultima stagione | Totale |
| ------- | -------------------- | -------------- | --------- | --------------- | ------ |
| 4º      | Regionalliga Nordost | 1              | 2012-2013 | 2012-2013       | 3      |
| 4º      | Regionalliga Nord    | 2              | 2010-2011 | 2011-2012       | 3      |
| 5º      | NOFV-Oberliga Süd    | 1              | 2009-2010 | 2009-2010       | 1      |

### Partecipazioni alle coppe europee
| Competizione          | Partecipazioni | Debutto   | Ultima stagione | Totale |
| --------------------- | -------------- | --------- | --------------- | ------ |
| UEFA Champions League | 7              | 2017-2018 | 2024-2025       | 7      |
| UEFA Europa League    | 3              | 2017-2018 | 2021-2022       | 3      |

### Statistiche nelle competizioni UEFA
Tabella aggiornata alla fine della stagione 2022-2023.
| Competizione          | Partecipazioni | G  | V  | N | P | RF | RS |
| --------------------- | -------------- | -- | -- | - | - | -- | -- |
| UEFA Champions League | 5              | 23 | 12 | 3 | 8 | 37 | 36 |
| UEFA Europa League    | 3              | 18 | 8  | 5 | 5 | 30 | 22 |

### Statistiche di squadra
- Miglior vittoria:

RB Lipsia-Mainz 05: 8-0 (Bundesliga 2019-2020)
- Peggior sconfitta:

Manchester City-RB Lipsia: 7-0 (Champions League 2022-2023)
Aggiornate a marzo 2023.

### Statistiche individuali
Di seguito i primatisti di presenze e reti in tutte le competizioni. In grassetto sono riportati i giocatori in attività con la maglia dell'RB Lipsia.
| Record di presenze - 329 Yussuf Poulsen (2013-2025) - 259 Emil Forsberg (2015-2024) - 229 Marcel Sabitzer (2015-2021) - 220 Péter Gulácsi (2015-) - 214 Diego Demme (2014-2020) - 181 Lukas Klostermann (2014-) - 177 Willi Orban (2015-) - 167 Dominik Kaiser (2012-2018) - 164 Timo Werner (2016-2020, 2022-2024) - 154 Daniel Frahn (2010-2015) | Record di reti - 104 Timo Werner (2016-2020, 2022-2024) - 88 Daniel Frahn (2010-2015) - 83 Yussuf Poulsen (2013-2025) - 70 Christopher Nkunku (2019-2023) - 62 Emil Forsberg (2015-2024) - 52 Marcel Sabitzer (2015-2021) - 34 Dominik Kaiser (2012-2018) - 27 Stefan Kutschke (2010-2013) - 26 Loïs Openda (2023-) - 20 Jean-Kévin Augustin (2017-2019) |

## Tifoseria

### Storia
A dispetto della propria genesi societaria (originatasi nel 2009 rilevando l'eredità di una piccola squadra di provincia), l'RB Lipsia ha saputo fin da subito crearsi un largo seguito di tifosi, complice anche lo scarso livello delle altre squadre della città e, più in generale, di pressoché tutto il movimento calcistico dell'ex Germania Est. Già nel 2009 da un sondaggio condotto su un campione rappresentativo della popolazione locale emerse che il 70% degli interpellati era favorevole all'investimento del gruppo Red Bull nel calcio locale. Il favore popolare fu confermato dai dati sull'affluenza di pubblico alla Red Bull Arena: nell'annata 2013-2014 l'RB Lipsia registrò la miglior media di spettatori nelle gare interne (oltre 16 000 a partita) della 3. Liga, mentre l'anno successivo marcò la quinta miglior media della Zweite Bundesliga (24 703 spettatori medi, con picchi anche di 34 000 e casi frequenti di richieste di biglietti superiori alla disponibilità). Per quanto concerne le trasferte i contingenti al seguito dei "tori rossi" sono consistenti fintanto che ci si trova nel territorio nazionale, mentre al di fuori di esso, complice il ridotto radicamento internazionale del giovane club, essi calano drasticamente: a titolo d'esempio la partita esterna contro lo Zenit San Pietroburgo valida per l'Europa League 2017-2018 vide la partecipazione di soli trenta tifosi tedeschi; l'anno dopo, nella stessa competizione, per il terzo turno di qualificazione contro l'Universitatea Craiova, i biglietti venduti nel settore ospiti dello stadio municipale di Drobeta-Turnu Severin furono appena 7.
Al 2019 la tifoseria organizzata, che nelle gare casalinghe prende perlopiù posto nei settori B e C (Sektor B-C, corrispondenti alla curva meridionale) della Red Bull Arena, si articola in oltre 128 gruppi, dei quali 41 godono dello status di associazione registrata, con un proprio statuto e legame diretto di affiliazione con la società. Il radicamento dei tifosi è massimo nella conurbazione di Lipsia e Halle e ne travalica i confini: il sostegno ai Roten Bullen è ben diffuso nella fascia di territorio che arriva fino a Berlino e al Brandeburgo meridionale, nella Turingia meridionale, nell'Assia e nella Franconia settentrionali. Gruppi di tifosi sono inoltre segnalati nella regione della Ruhr, nell'area di Stoccarda, in varie zone della Germania settentrionale e, al di fuori del Paese, nel nord dell'Austria.
A differenza delle tifoserie delle squadre concittadine Chemie (orientata su posizioni di sinistra, antifasciste e antirazziste) e Lokomotive Lipsia (tendente a professare ideologie neonaziste o comunque di estrema destra) i sostenitori dell'RB Lipsia si presentano come ideologicamente moderati, apolitici e refrattari alle pratiche violente: hanno inoltre preso apertamente posizione contro gruppi estremistici quali Legida (sezione di Lipsia del movimento Pegida). Il pubblico dei Roten Bullen vanta poi una bassa età media e un'alta presenza femminile.

### Rivalità
L'avvento dell'RB Lipsia suscitò un'immediata reazione negativa nella galassia delle tifoserie calcistiche tedesche: oltre ai già citati casi di protesta che impedirono alla Red Bull di rilevare il Sachsen Lipsia e tentarono di bloccare l'acquisto del SSV Markranstädt, ben presto varie tifoserie avversarie presero posizione contro la squadra biancorossa, considerata un semplice strumento di marketing e pubblicità al servizio dell'azienda Red Bull, accusata pertanto di "uccidere" la tradizione storica del calcio in nome di interessi capitalistici. I contestatori sostengono che le pratiche del club possano aprire la strada a un drastico cambio di paradigma del sistema calcistico tedesco, storicamente caratterizzato da alta competitività interna e limitazioni all'intervento di singoli magnati, in favore di un'amministrazione compartecipata dai tifosi: il RB aggira tale prassi (normativamente stabilita) imponendo tariffe di affiliazione molto elevate, che finiscono per impedire de facto ai comuni cittadini di diventare soci con diritto di voto nelle assemblee, e adottando una gestione fortemente imperniata sull'investitore di riferimento. In ragione di ciò, il timore di diverse "piazze" è che il prevalere di simili logiche possa andare a creare un oligopolio di poche squadre nettamente più facoltose delle altre, che finirebbero per essere le uniche capaci di lottare per i trofei, estromettendo le società per contro prive di grandi capitali. Nondimeno è oggetto di critiche l'inclusione di marchi commerciali o allusioni a essi nella denominazione e nella simbologia dei club.
Nel 2014 dieci gruppi delle tifoserie organizzate afferenti ad altrettante squadre tedesche (VfR Aalen, Erzgebirge Aue, Eintracht Braunschweig, Darmstadt 98, 1. FC Heidenheim, FC Ingolstadt, Kaiserslautern, Karlsruher SC, Monaco 1860 e Sandhausen) lanciarono l'iniziativa Nein zu RB (letteralmente "No all'RB"), al fine di allargare e rafforzare il movimento d'opinione contro gli "abusi" dell'RB Lipsia. L'iniziativa ha avuto un buon successo, coinvolgendo via via varie altre tifoserie (anche di altri sport) in tutta la Germania e anche al di fuori dei confini nazionali.
Sovente accade che le tifoserie avversarie, in occasione delle gare delle proprie squadre contro l'RB Lipsia, non si presentino sugli spalti oppure esprimano la loro protesta con coreografie e striscioni creati ad hoc: tra i casi più esemplificativi si citano la gara esterna contro l'Union Berlino del settembre 2014, ove i tifosi berlinesi indossarono pettorine nere (a significare il lutto per la "morte della cultura calcistica") e rimasero in silenzio per i primi 15 minuti della partita, nonché la testa di toro mozzata lanciata in campo dai tifosi della Dinamo Dresda il 21 agosto 2016 nel corso del primo turno di DFB-Pokal 2016-2017.
Anche in seno alla tifoseria leipziger sono tuttavia presenti frange "dissidenti": è il caso del gruppo Rasenballisten, che sollecita una minore ingerenza del marchio Red Bull nell'identità e nella governance del club.

## Organico
Dal sito web ufficiale della società.

### Rosa 2025-2026
Aggiornata al 15 agosto 2025.
| N. |                        | Ruolo | Calciatore                    |
| -- | ---------------------- | ----- | ----------------------------- |
| 1  | Ungheria (bandiera)    | P     | Péter Gulácsi (vice capitano) |
| 3  | Paesi Bassi (bandiera) | D     | Lutsharel Geertruida          |
| 4  | Ungheria (bandiera)    | D     | Willi Orbán                   |
| 5  | Francia (bandiera)     | D     | El Chadaille Bitshiabu        |
| 7  | Norvegia (bandiera)    | A     | Antonio Nusa                  |
| 8  | Mali (bandiera)        | C     | Amadou Haidara                |
| 9  | Belgio (bandiera)      | C     | Johan Bakayoko                |
| 10 | Paesi Bassi (bandiera) | A     | Xavi Simons                   |
| 11 | Belgio (bandiera)      | A     | Loïs Openda                   |
| 13 | Austria (bandiera)     | C     | Nicolas Seiwald               |
| 14 | Austria (bandiera)     | C     | Christoph Baumgartner         |
| 16 | Germania (bandiera)    | D     | Lukas Klostermann             |
| 17 | Germania (bandiera)    | C     | Ridle Baku                    |

| N. |                               | Ruolo | Calciatore            |
| -- | ----------------------------- | ----- | --------------------- |
| 18 | Belgio (bandiera)             | C     | Arthur Vermeeren      |
| 20 | Germania (bandiera)           | C     | Assan Ouédraogo       |
| 22 | Germania (bandiera)           | D     | David Raum (capitano) |
| 23 | Francia (bandiera)            | D     | Castello Lukeba       |
| 24 | Austria (bandiera)            | C     | Xaver Schlager        |
| 25 | Germania (bandiera)           | P     | Leopold Zingerle      |
| 26 | Belgio (bandiera)             | P     | Maarten Vandevoordt   |
| 27 | Francia (bandiera)            | A     | Tidiam Gomis          |
| 39 | Germania (bandiera)           | D     | Benjamin Henrichs     |
| 40 | Brasile (bandiera)            | A     | Rômulo                |
| 44 | Slovenia (bandiera)           | C     | Kevin Kampl           |
| 45 | Macedonia del Nord (bandiera) | C     | Eljif Elmas           |
| 49 | Costa d'Avorio (bandiera)     | A     | Yan Diomande          |

### Staff tecnico
Area tecnica
- Zsolt Lőw - Allenatore
- Peter Krawietz - Allenatore in seconda
- Frederik Gößling - Preparatore dei portieri
- Kai Kraft - Preparatore atletico
- Ruwen Faller - Preparatore atletico

Area sanitaria
- Frank Striegler - medico sociale
- Ralf Zimmermann - medico sociale
- Sascha Lense - psicologo
- Alexander Sekora - fisioterapista
- Sven Wobser - fisioterapista
- Nikolaus Schmidt - fisioterapista
- Christopher Weichert - fisioterapista

Altri
- Babacar N'Diaye - Team manager
- Tim Sebastian - Team manager
- Fabian Friedrich - Video analista
- Victor Bertini - Video analista
- Matthias Grote - Video analista
- Claudia Laux - responsabile forniture
- Peter Hergert - magazziniere